# Chris Loranger
Chris „HuK“ Loranger (* 10. Mai 1989 in Kanada) ist ein kanadischer E-Sportler.

## Werdegang
Chris Loranger war während des Starts der Starcraft II Beta in der Starcraft-Szene noch relativ unbekannt, dabei aber schon sehr erfolgreich und kam beim Team Millenium unter Vertrag. Nach seiner Teilnahme an der DreamHack Winter 2010 wechselte er dann im Dezember 2010 zu Team Liquid. Dieses gab ihm die Chance, an der koreanischen GSL teilzunehmen, indem er dort im oGs-Liquid-Team-Haus in Südkorea leben und trainieren konnte.
Sein großer Erfolg begann dann im Juni 2011 mit seinem Sieg bei der DreamHack Summer 2011, bei der er seinen ehemaligen Mitbewohner aus Südkorea Jang „MC“ Min-chul, den ersten Spieler, der zweimal die GSL gewann, besiegte. Diese Siegesserie bei großen Turnieren führte er auf dem HomeStory Cup III sowie mit seinem ersten Sieg als Evil Geniuses Teammitglied, zu denen er im August 2011 wechselte, bei der MLG Orlando 2011 fort.

## Clan
- VT Gaming (bis Juni 2010)
- Millenium (bis Dezember 2010)
- Team Liquid (bis August 2011)
- Evil Geniuses (seit August 2011)

## Erfolge (Auswahl)
| Jahr      | Turnier                                | Platz       | Preisgeld |
| --------- | -------------------------------------- | ----------- | --------- |
| Aug. 2010 | MLG Raleigh                            | 1. Platz    | 02.500 $  |
| Okt. 2010 | IEM Season V – American Championships  | 3. Platz    | 01.200 $  |
| Okt. 2010 | MLG Washington D.C.                    | 3. Platz    | 01.000 $  |
| Okt. 2010 | EG Master’s Cup                        | 1. Platz    | 01.000 $  |
| Jun. 2011 | DreamHack Summer 2011                  | 1. Platz    | 16.000 $  |
| Jun. 2011 | HomeStory Cup III                      | 1. Platz    | 02.000 $  |
| Aug. 2011 | North American Battle.net Invitational | 3. Platz    | 03.000 $  |
| Okt. 2011 | MLG Orlando                            | 1. Platz    | 05.000 $  |
| Nov. 2011 | MLG Providence                         | 5. Platz    | 07.500 $  |
| Feb. 2012 | MLG Winter Arena 2012                  | 3. Platz    | 03.600 $  |
| Mär. 2012 | MLG Winter Championship 2012           | 4. Platz    | 05.500 $  |
| Dez. 2013 | SHOUTCraft America                     | 1. Platz    | 02.500 $  |
| Okt. 2014 | WCS Season 3 Amerika                   | 5.–8. Platz | 05.000 $  |
| Sep. 2015 | Red Bull Battle Grounds                | 1. Platz    | 15.000 $  |
| Mär. 2016 | IEM Season X – World Championship      | 5.–8. Platz | 08.000 $  |